# Dahagram-Angarpota
Dahagram-Angarpota est une enclave bangladaise en Inde située à environ 200 m de la frontière du Bangladesh,. Elle compte 17 000 habitants en 2014. Dahagram-Angarpota était la deuxième plus grande et est la seule enclave restante après la résolution en 2015 de la question des enclaves indo-bangladaises. L'enclave est reliée au Bangladesh continental par le corridor Tin Bigha, situé à Patgram Upazila, dans le district de Lamonirhat. Il est entouré par le District de Cooch Behar, dans l'État indien du Bengale-Occidental. La rivière Teesta coule sur son côté ouest.

## Histoire
En 1954, le Pakistan et l'Inde ont signé un traité sur les enclaves de Dahagram-Angarpota et Berubari. Dahagram-Angarpota, selon le traité, devait aller au Pakistan tandis que Berubari devait être divisé entre l'Inde et le Pakistan, le nord de Berubari allant à l'Inde et le sud de Berubari au Pakistan. Le traité n'a pas été ratifié car il a fait l'objet de contestations juridiques en Inde. En 1971, le Bangladesh devient indépendant du Pakistan. Le Bangladesh et l'Inde ont procédé à la signature d'un nouveau traité. Le pacte Indira-Mujib de 1974 a été signé, protégeant le statut de Dahagram-Angarpota et, en retour, le Bangladesh a donné à l'Inde l'ensemble du village de Berubari. Cela a été contesté devant les tribunaux bangladais, mais le problème a été résolu rapidement et le traité a été ratifié en 1974. Le traité a fourni au Bangladesh le corridor Tin Bigha qui reliait l'enclave au reste du territoire bangladais. Le couloir a commencé à fonctionner en 1992, alors qu'il était ouvert quelques heures par jour. Depuis 2011, le couloir est ouvert 23 heures sur 24[Pas dans la source]. Le couloir est fermé pendant une heure chaque jour afin que les forces de sécurité des frontières indiennes puissent hisser le drapeau indien dans le couloir. BSF contrôle le couloir et les portes[réf. nécessaire]. La région a connu un développement limité grâce à l'ouverture d'une clinique, d'une école et d'un marché.

## Démographie
L'Union de Dahagram compte 10 040 habitants selon le recensement de 2011, vivant dans deux villages : Dahagram et Angarpota. La quasi-totalité de la population est musulmane, avec une minorité religieuse de 56 hindous.